# Усть-Узинский сельсовет
Усть-Узинский сельсовет — сельское поселение в Шемышейском районе Пензенской области Российской Федерации.
Административный центр — село Усть-Уза.

## История
Статус и границы сельского поселения установлены Законом Пензенской области от 2 ноября 2004 года № 690-ЗПО «О границах муниципальных образований Пензенской области».

## Население
| 2002  | 2010  | 2012  | 2013  | 2014  | 2015  | 2016  |
| ----- | ----- | ----- | ----- | ----- | ----- | ----- |
| 1680  | ↗1764 | ↘1717 | ↘1696 | ↘1681 | ↘1663 | ↘1632 |
| 2017  | 2018  | 2021  |       |       |       |       |
| ↘1600 | ↗1601 | ↘1349 |       |       |       |       |

## Состав сельского поселения
| № | Населённый пункт | Тип населённого пункта       | Население |
| - | ---------------- | ---------------------------- | --------- |
| 1 | Усть-Мурза       | село                         | ↗276      |
| 2 | Усть-Уза         | село, административный центр | ↗1488     |